# Bazilika Božího hrobu (Miechów)
Kolegiátní bazilika Božího hrobu v Miechówě je součástí bývalého Miechowského kláštera Božehrobců a je farním kostelem římskokatolické farnosti Miechów a bazilikou menší s kolegiátní kapitulou.

## Historie

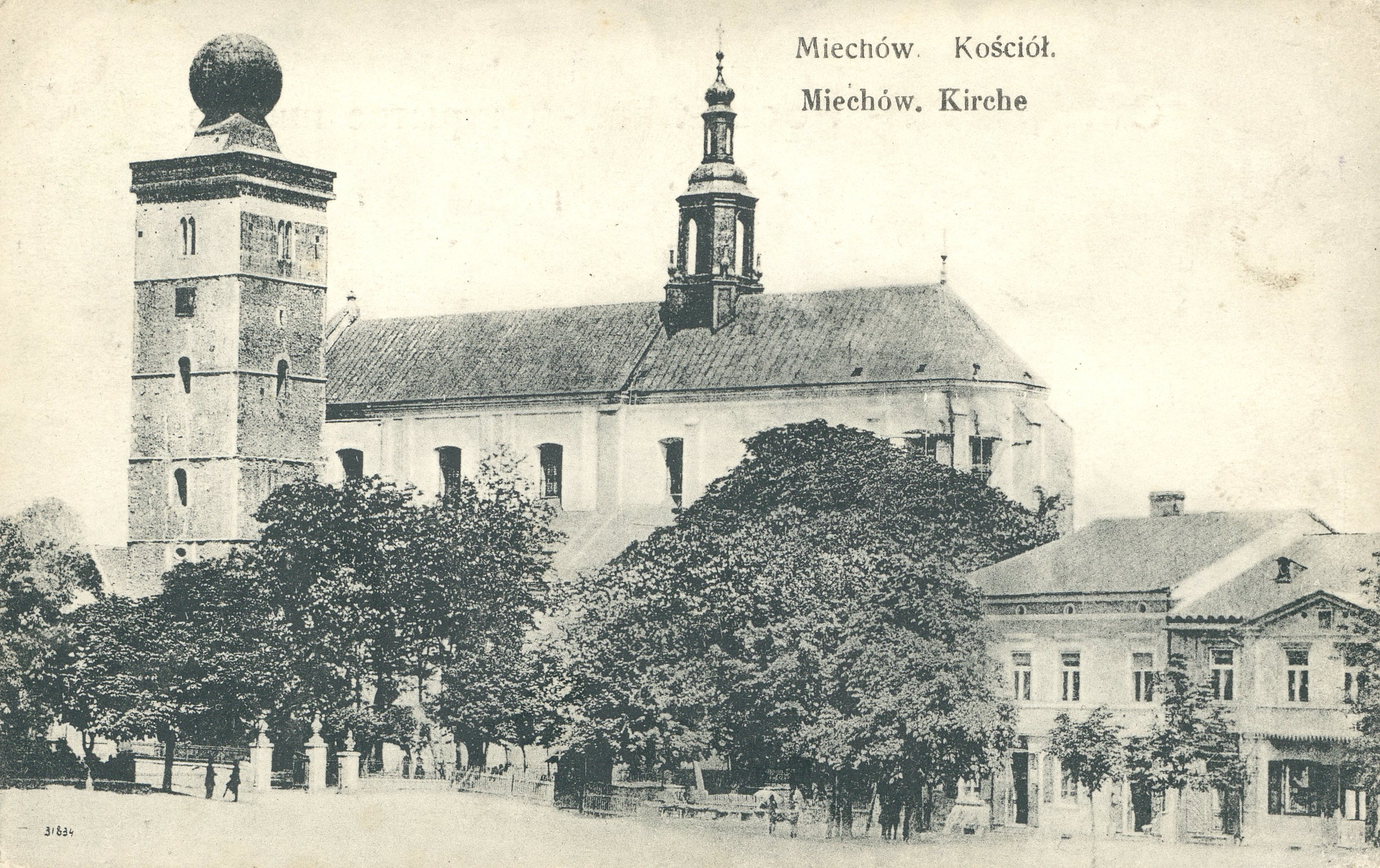
Kostel okolo roku 1936

První kostel Božího hrobu vznikl v Miechówě již krátce po založení kanovnického kláštera Božehrobců v roce 1163 a byl posvěcen roku 1170. Protože se jednalo o malou a provizorní stavbu, byl v letech 1235–1293 vybudován nový kostel v pozdně románském slohu. Právě v té době zaniklo definitivně křižácké panství nad Jeruzalémem a kopie jeruzalémského Božího hrobu se stala jedním z evropských poutních center. Po požáru byl v letech 1394–1406 vybudován další kostel. I ten vícekrát vyhořel, naposledy v roce 1745, a tak kanovníci postavili v letech 1745–1802 nový kostel v pozdně barokním stylu. Božehrobci byli zrušení v roce 1819 a kostel sloužil dále jako farní. 
V roce 1996 papež Jan Pavel II. kostelu udělil titul baziliky menší. Roku 1997 v něm kielecký biskup Kazimierz Ryczan zřídil kolegiátní kapitulu.